# Kisillye
Kisillye (románul: Ilioara) falu Maros megyében, Erdélyben. Közigazgatásilag Gernyeszeg községhez tartozik.

## Fekvése
Marosvásárhelytől 18 km-re északkeletre, a Maros és a Nyárád közti dombvidéken fekszik.

## Története
1460-ban Ilye néven említik először, nevét jelenlegi formájában 1492-ben említik.
A trianoni békeszerződésig Maros-Torda vármegye Régeni alsó járásához tartozott.

## Lakossága
1910-ben 315 fő lakta, ebből 288 magyar, 14 román, 12 cigány és 1 német volt.
2002-ben 140 főnyi lakosságából 134 fő magyar, 5 román és 1 cigány volt.